# Yvonne Bourgeois
Yvonne Bourgeois (Parigi, 6 maggio 1902 – Parigi, 12 giugno 1983) è stata una tennista francese.

## Biografia
Nel 1924 ai Giochi olimpici mancò per poco il podio giungendo in quarta posizione nel doppio con la connazionale Marguerite Billout, le sfidanti furono Evelyn Colyer e Dorothy Shepherd, il punteggio 6-1, 6-2 per le britanniche. La coppia viene comunque indicata come vincitrici dell'Open di Francia
Negli anni seguenti partecipa più volte in singolo all'Open venendo eliminata nei primi turni come da Bobbie Heine nel 1927 e da Eileen Bennett Whittingstall nel 1928.